# Саут Солон (Охајо)
Саут Солон (енгл. South Solon) град је у америчкој савезној држави Охајо.

## Демографија
По попису из 2010. године број становника је 355, што је 50 (-12,3%) становника мање него 2000. године.
| Група             | 2000.       | 2010.       |
| Белци             | 397 (98,0%) | 336 (94,6%) |
| Афроамериканци    | 0 (0,0%)    | 1 (0,3%)    |
| Азијати           | 2 (0,5%)    | 0 (0,0%)    |
| Хиспаноамериканци | 4 (1,0%)    | 9 (2,5%)    |
| Укупно            | 405         | 355         |